# キンカメムシ
キンカメムシ（金椿象・金亀虫）は、カメムシ目カメムシ亜目のキンカメムシ科に属する昆虫の総称である。やや大型のカメムシ類である。熱帯系で、非常に派手な体色の種を含む。世界に約80属450種ほど、日本には10種が知られる。

## 特徴
外形は一般的なカメムシとさほど変わらず、三角形のとがった頭、横に張った前胸、後ろにすぼまる胴体、細い単純な形の触角と脚を持つ。胴体には厚みがあり、やや背中が丸く盛り上がるものが多い。
特徴的なのは胴体の外見で、全体が一枚の甲に覆われて、翅が無いように見える。これは、中胸から腹部の背面が背盾板に覆われているためである。一般的なカメムシ類では、左右の前翅が胴体の前端の両端から伸びて背面を覆い、その前翅の間の隙間を隠すように、前胸の後ろ、胴体の前端の両端から後方へすぼまる三角形の甲羅があり、これを背盾板というが、キンカメムシでは、これが背面全体を覆うように広がっていて、翅はその下に隠されているのである。
地味な体色のものもあるが、赤や朱色など華やかなもの、あるいは金属光沢をもつものなど、非常に派手な体色のものがあり、人目を引き、昆虫採集家の関心を引く。ただし、多くは死ぬとその輝きが失われ、それなりに色は残るものの、生きている時とは比べ物にならないほどに色あせる。
なお、一般のカメムシ同様にやはり臭い。

## 生活史
種によっていろいろな植物につき、汁を吸う。幼虫は果実や種子に口吻を突き刺し、種子の内部の胚乳や子葉に蓄えられている栄養分を液状化して吸うものが多い。
興味深いのは、雌が卵を守る習性をもつものがあることである。アカギカメムシでは、雌はアカメガシワなどの葉裏に百数十個の卵を塊にして産み付け、その上にの覆い被さるようにして止まり、卵が孵化し、2齢幼虫になるまで守る。

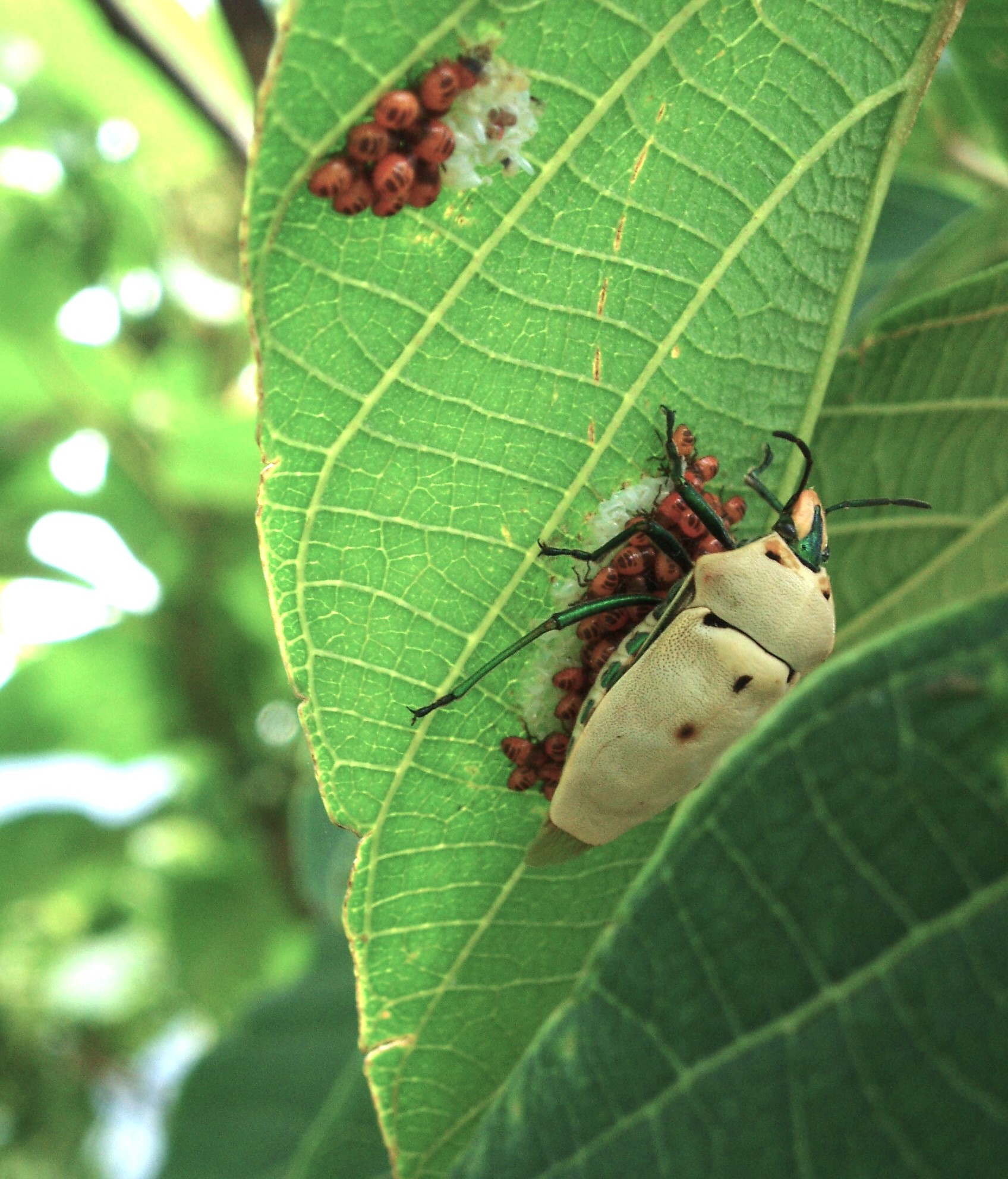
アカギカメムシ 子を保護するメス

## 集団を作る
この類には、適応的な意味がまだよく解明されていない集団を作るものが散見される。
ナナホシキンカメは沖縄ではごく普通に見られ、よくアカギなどの葉の裏にとまっているが、なぜか数個体ずつの集団を作ることが多い。単独で見られることもあるが、一枚の葉に数個体ずつ、さらにそのような集団が一本の木にいくつもあったりする。アカギカメムシも夏から秋にかけて似たような集団をアカメガシワなどに作ることがあり、極端な場合には一本の樹木のほとんどの葉の裏にアカギカメムシが隙間もなくとまっているような場合すらある。木の枝がカメムシの重さでたわんでいる、といった状態にもなる。
オオキンカメムシは、集団越冬をすることで知られている。紀伊半島南部の江須崎では、冬になるとオオキンカメムシがあつまり、低木の葉裏に多数の個体が集まっているのを見ることができる。アカギカメムシの集団も集団越冬であるともいわれる。

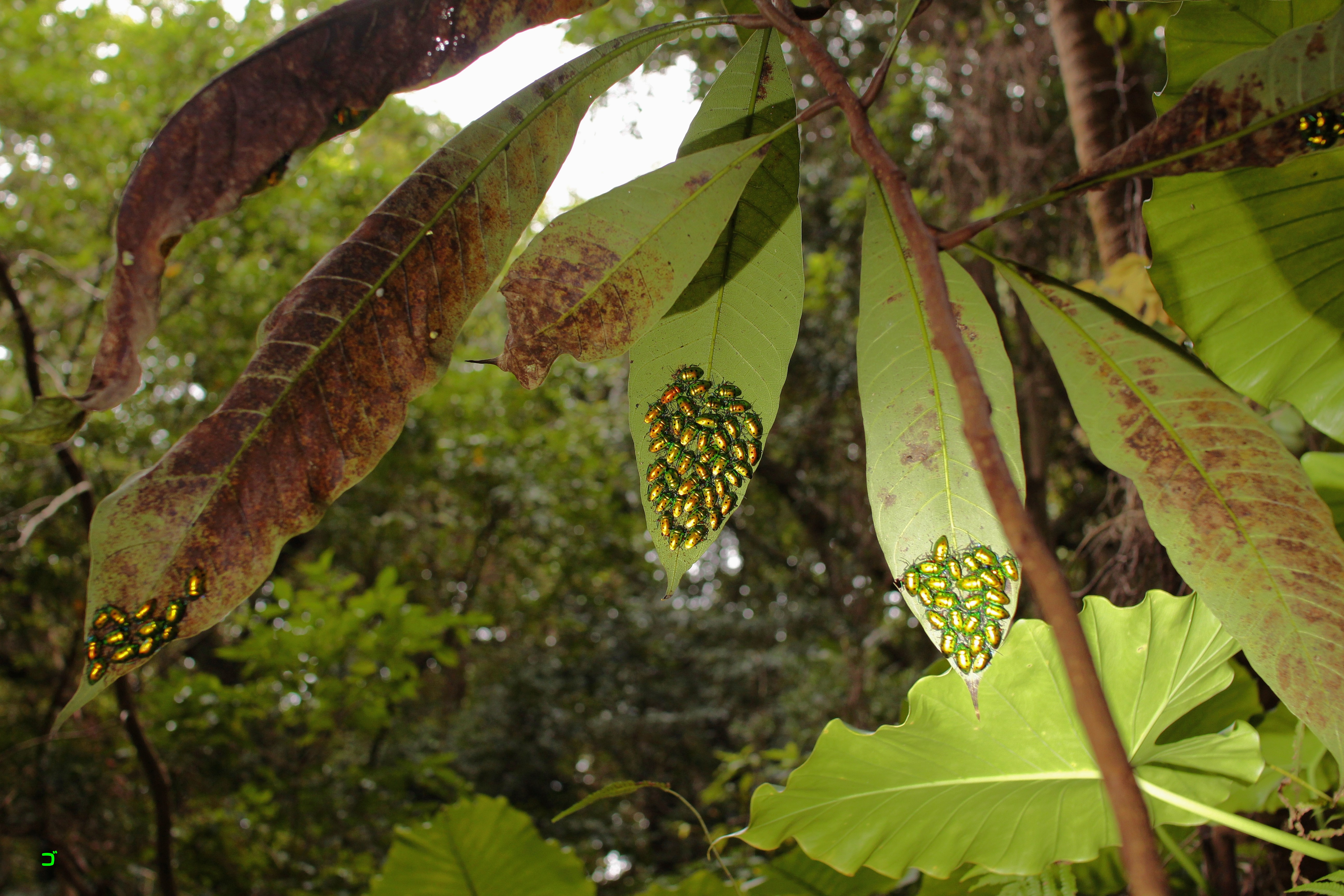
ナナホシキンカメムシの集団越冬
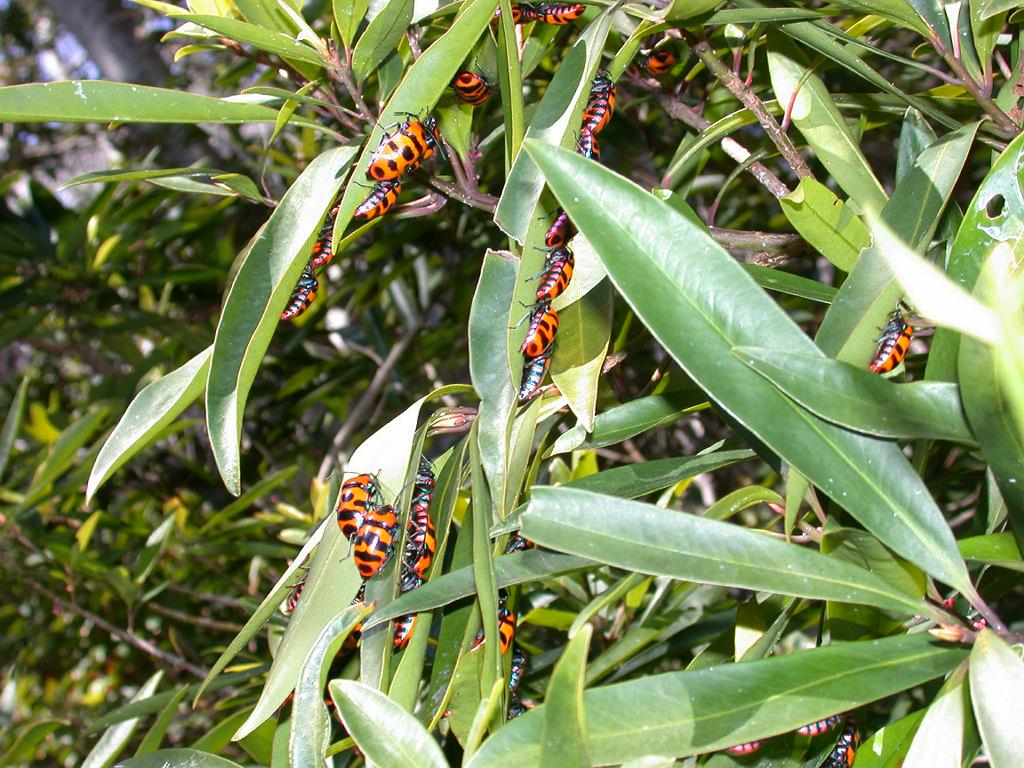
オオキンカメムシの集団越冬

## 日本産種
日本で見られる種には、以下のものがある。
| 名称                                               | 画像 | 解説 |
| -------------------------------------------------- | ---- | --- |
| チャイロカメムシ Eurygaster testudinaria           |      | 茶褐色の地味なカメムシで、種名にも「キン」とつかないが、キンカメムシ科の一種である。イネ科の雑草につき、まれにイネにもつく。本州から九州、朝鮮、中国に分布。 |
| アカギカメムシ Cantao ocellatus                    |      | やや細み。体色に変化が多く、オレンジや白のつや消しに黒い斑点が出る。南西諸島から東南アジア一帯に分布。九州から記録があるらしい。移動性の強い種で、海上の定点観測所でも捕獲されることがある。日本産は両肩が滑らかだが、熱帯産のものは鋭い刺が出る。卵や孵化した幼虫を保護する習性をもつ。                                   |
| ミヤコキンカメムシ Lampromicra miyakona            |      | 緑の金属光沢にときに黒い斑点。ナナホシキンカメムシに似るが小型。沖縄島以南 - 与那国島。 |
| ナナホシキンカメムシ Calliphara excellens          |      | 緑の金属光沢に黒い斑点。寄主植物はオオバギ。奄美以南、東南アジア一帯に分布。腹の下側は金属光沢をもった緑色。 |
| ハラアカナナホシキンカメムシ Calliphara nobilis    |      | ナナホシキンカメムシに似るが、腹部腹面は橙色を呈する。寄主植物はシマシラキ。宮古島以南、台湾、中国南部など東洋区に広く分布 |
| オオキンカメムシ Eucorysses grandis                |      | 全身が朱色がかった赤で、それに黒い大きな斑紋が出る。本州南岸以南、中国から東南アジア一帯に分布。移動性が強く、採集記録は北海道からもある。繁殖に必要な餌としてはアブラギリの果実が重要で、この植物の種子に多量に含まれる不飽和度の高い乾性油のためか、標本にすると滲み出した油が松脂のように凝固して塊となってこびりつく。 |
| アカスジキンカメムシ Poecilocoris Lewisi           |      | 緑色の金属光沢の地に、赤い亀甲模様に似た斑紋が出る。殊に羽化後間もない個体は鮮やかな緑色を呈する。小楯板は大型で、腹の背面全体を覆う。“歩く宝石”の異名をとる。やや山地に生息、さまざまな樹木につくが、繁殖に際してはスギやヒノキの毬果内部の種子が必要なようである。本州から九州、台湾、中国に分布。                       |
| ニシキキンカメムシ Poecilocoris splendidulus Esaki |      | アカスジキンカメに似てさらに派手。日本で最も美しいカメムシと言われる。本州から九州の限られた地域でのみ採集されており、ツゲの果実を摂食すると言われる。国外では朝鮮半島、中国に分布。 |
| ミカンキンカメムシ Solenosthedium chinensse Stal   |      | 全体に赤褐色。台湾ではミカンの害虫として知られるが、日本ではセンダンの果実を餌として繁殖していることが確認されている。日本では石垣島、西表島から知られる。国外では台湾、中国からベトナムまで分布。 |
| ラデンキンカメムシ Scutellera amethystina          |      | 緑の金属光沢に黒い斑点。アカギにつき、果実を餌として繁殖している。台湾以南に分布していたが、2006年ごろ沖縄や奄美に移入、定着。 |

### 日本産キンカメムシ科一覧
キンカメムシ科 Scutelleridae
- チャイロカメムシ Eurygaster testudinaria (Geoffroy)
- アカギカメムシ Cantao ocellatus (Thunberg)
- ミヤコキンカメムシ Philia miyakonus (Matsumura)
- ナナホシキンカメムシ Calliphara excellens (BURMEISTER)
- ハラアカナナホシキンカメムシ Calliphara nobilis (Linnaeus)
- オオキンカメムシ Eucorysses grandis (Thunberg)
- アカスジキンカメムシ Poecilocoris Lewisi (Distant)
- ニシキキンカメムシ Poecilocoris splendidulus Esaki
- ミカンキンカメムシ Solenosthedium chinensse Stal
- ラデンキンカメムシ Scutellera amethystina